# Magelhaengans
De magelhaengans (Chloephaga picta) is een vogelsoort uit de familie Anatidae (ganzen, zwanen en eenden), voorkomend in Zuid-Amerika.

## Beschrijving

### Karakteristieken
Zijn vleugelwijdte beslaat 60 à 65 centimeter. Ze bereiken een gewicht van 3 kilo. De mannetjes zijn groter dan de vrouwtjes. Het mannetje is wit, met zwarte strepen op de rug en de flanken. De snavel en de poten zijn zwart. Het vrouwtje heeft een kastanjekleur met een okerkleurige kop. De rug en borst heeft zwarte strepen, naar de staart toe is zij grijs. De poten van het vrouwtje zijn geel en de snavel rozig.

### Leefgebied
De soort leeft een groot deel van het jaar op de vlaktes. Daarnaast wordt hij gevonden in waterlopen in de bossen, moerassen en de Patagonische graslanden.

### Gedrag
Tijdens de rui en het volwassen worden verblijven zij in de buurt van het water. Tijdens de rui verliezen zij de eerste en tweede slagpennen, daardoor zijn zij dan niet in staat om te vliegen. Zijn vlucht kan een hoogte van 1.500 meter bereiken.

### Voortplanting
Het wijfje legt 5 tot 8 lichtbruine tot roomkleurige eieren, die 32 dagen worden bebroed.

## Verspreiding en ondersoorten
Van de vijf soorten behorend tot Chloephaga is de magelhaengans de meest verspreide. Zijn areaal strekt zich uit van de provincie Buenos Aires in Argentinië tot de westkust van het Zuid-Amerikaans continent en langs de Stille Oceaankust tot in Vuurland. Ook komt hij voor op de Falklandeilanden en in de winter migreert hij tot in Uruguay.
Er zijn twee ondersoorten:
- C. p. picta: zuidelijk Chili en zuidelijk Argentinië
- C. p. leucoptera: Falklandeilanden